# Azn Pride -This Iz the Japanese Kabuki Rock-
Albums de Miyavi
This Iz the Japanese Kabuki Rock
(2008) What's My Name?
(2010)
Compilations par Miyavi
Victory Road to the King of Neo Visual Rock
(2009)
Azn Pride -This Iz the Japanese Kabuki Rock- est la 1re compilation de Miyavi, sorti sous le label PS Company et Universal Records le 27 août 2008 au Japon. Elle arrive 44e à l'Oricon et reste classé 2 semaines.

## Liste des titres
| 1.  | Rock no Gyakushuu -Superstar no Jouken- (ロックの逆襲 -スーパースターの条件-)                            | 3:37 |
| 2.  | Kabuki Danshi -Kavki Boiz- (歌舞伎男子 -KAVKI BOIZ-)                                                     | 4:11 |
| 3.  | 2 Be Wiz U                                                                                               | 4:05 |
| 4.  | Boom-Hah-Boom-Hah-Hah                                                                                    | 4:20 |
| 5.  | As U R -Kimi wa Kimi no Mama de- ★ (As U r -君は君のままで- ★)                                           | 4:44 |
| 6.  | Wake Up Honey ★                                                                                          | 6:04 |
| 7.  | Kimi ni Negai wo (君に願いを)                                                                            | 4:42 |
| 8.  | Itoshii Hito (Beta de Suman) (愛しい人（ベタですまん。）)                                                | 5:09 |
| 9.  | Hi no Hikari Sae Todokanai Kono Basho de (feat. Sugizo) (陽の光さえ届かないこの場所で feat. SUGIZO)      | 5:29 |
| 10. | Sakihokoru Hana You ni -Neo Visualizm- (咲き誇る華の様に -Neo Visualizm-)                                | 4:35 |
| 11. | Subarashikikana, Kono Sekai -What a Wonderful World- (素晴らしきかな、この世界 -WHAT A WONDERFUL WORLD-) | 4:10 |
| 12. | Tsurezure Naru Hibi Naredo (徒然なる日々なれど)                                                          | 4:32 |
| 13. | Thanx Givin' Day                                                                                         | 2:56 |

| 1. | PVs                                        |  |
| 2. | Documentaire sur sa tournée aux États-Unis |  |